# 田辺洋一郎
田辺 洋一郎（たなべ よういちろう、1975年9月19日 - ）は、日本の漫画家、イラストレーター。東京都世田谷区出身。男性で既婚。tanabi名義での執筆もある。

## 経歴・人物
父親は俳優の田辺博之。好きな漫画は『ドラえもん』。
1998年、「カブ吉と僕の夏休み」にて第55回（1998年上期）手塚賞準入選を受賞、同作品が『週刊少年ジャンプ』（集英社）1998年29号に掲載され、デビュー。以後、集英社の雑誌を主な活動の場とする。
『奇跡英雄伝 ミラクルリン』（2001年、シリーズ掲載）、『ワンダー少年 和ん田〜さん』（2006年）、『あの夏、僕とハカセと発明と』（2006年）、『キン肉マン』のパロディ4コマ（2008年）と幾つかの読切を経た後、『週刊プレイボーイ』の増刊『漫'sプレイボーイ』創刊号（2009年4月30日）より仲村みうの私生活を題材とした4コマ漫画『みうまん〜“腐”っても中村家〜』（原作：仲村みう）の読切掲載を開始。同作品は『漫'sプレイボーイ』第5号（2010年4月30日）まで掲載された後、『週刊プレイボーイ』2010年9号より正式に連載となり、2011年まで連載。また、同誌増刊などにおいて、仲村みうの他にも『みねまん』（原作：峯岸みなみ）や『たかみなまん』（原作：高橋みなみ）、渡り廊下走り隊の漫画を執筆、2012年より指原莉乃を題材とした『AKB48 4コマ相関図 さしこ+』の連載を開始するなど、AKB48関連の漫画も手がけている。
SKE48のメンバーだった松村香織との関わりも深く、たびたびイラストを要求されては無報酬で提供し続けており専属漫画家としてファンから愛されている。
上記のように、デビュー当時はジュブナイル系の漫画を描いていたが、近年は『みうまん』やAKB48関連の漫画を手がけている通り、アイドル業界でのコミカライズの仕事が目立っている。
「閃光ボーイズ」が2016年冬のアフタヌーン四季賞準入選受賞。

## 作品リスト

### 連載
- みうまん〜“腐”っても仲村家〜（原作：仲村みう、漫'sプレイボーイ 創刊号 - 第5号 → 週刊プレイボーイ 2010年9号 - 2011年、全2巻）
  1. 2010年8月20日発売 ISBN 978-4087821994
- SASHIKO + 48GROUP 4コマ劇場 よんぱち+（週刊プレイボーイ 2012年 - 連載中）
- おしえて!ふれん道 和ん田〜さん（最強ジャンプ - 2012年1月号 - 2012年11月号、全2巻）
- 激突！かおたん星人（2012年-）
- ソラトロボと少年（Solatorobo それからCODAへ ファンブック02-05）
- コラム 推しな描き（TESLAB NEWS 2015-）
- かわいいかおたん（2017年-）
- 肉まんマン（2017-）
- 田辺洋一郎が描く！見どころ4コマ漫画（HKT48アルバム特設サイト）

### 読切
- カブ吉と僕の夏休み（週刊少年ジャンプ 1998年29号） - デビュー作。
- 奇跡英雄伝 ミラクルリン（週刊少年ジャンプ 2001年7号、14号、ジャンプGAG Special 2001）
- ワンダー少年 和ん田〜さん（赤マルジャンプ 2006年WINTER）
- あの夏、僕とハカセと発明と（週刊少年ジャンプ 2006年1号）
- 私立キン肉マン高校（週刊プレイボーイ） ※tanabi名義
- 恋するバッファロ子（週刊プレイボーイ 2008年29号、漫'sプレイボーイ 創刊号） ※tanabi名義
- 渡り廊下走り隊の漫画（漫'sプレイボーイ 第3号（2009年10月13日））
- ヒラメキ探偵 比良目光の備忘録（みこすり半劇場 2010年11号・12号）
- みねまん（原作：峯岸みなみ、週刊プレイボーイ 2011年3・4合併号、12号）
- こじまん（原作：小嶋陽菜　週刊プレイボーイ2011年24号）
- AKB48総選挙 徳さんは今年もガチです（AKB48総選挙! 水着サプライズ発表2011）
- たかみなまん（AKB48×週刊プレイボーイ2011）
- ゆかいなゆかいなSKEハウス（週刊プレイボーイ増刊 2012年6月号）
- TKM48徳さん川柳危機一髪（AKB48総選挙!水着サプライズ発表2012）
- ぱるる+（AKB48×週刊プレイボーイ 2012）
- かおたん+（SKE48×週刊プレイボーイ2013）
- ヒラメキ探偵ミスターM（最強ジャンプ2014年6月号）
- みかん姉妹+（AKB48×週刊プレイボーイ2014）
- みさ先輩+（週刊プレイボーイ×乃木坂46 2015年）
- よんろく+（週刊プレイボーイ×乃木坂46 2016年）
- よんろく+（週刊プレイボーイ×乃木坂46 2017年）
- あの娘ぼくがヲタ芸決めたらどんな顔するだろう　前後編(少年ジャンプ+)

### イラスト
- 椎名ぴかりん『ドゲザナイ』（ジャケットイラスト）
- NAGOYA TOWER RECORDS presents タワワヒットパレード（ビジュアルイラスト）
- SKE48 10周年記念特別公演（3期生・AKARIN×KAOTAN Tシャツイラスト）[5]
- 松村香織オフィシャルブログ（ヘッダーイラスト）[4]

## 師匠
- 武井宏之
- 竹山祐右
- 河野慶
- 倉薗紀彦 - 『魔法行商人ロマ』の初回よりアシスタントとして手伝いをしていた[6]。
- 河下水希